# Atthikuppe, Hunsur
Atthikuppe là một làng thuộc tehsil Hunsur, huyện Mysore, bang Karnataka, Ấn Độ.